# Adrien de Jussieu

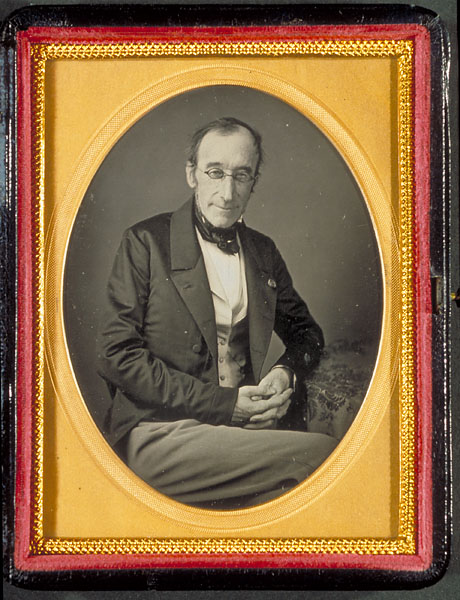
Daguerrotyp av Adrien de Jussieu.

Adrien Henri Laurent de Jussieu, född 23 december 1797 i Paris, död där 29 juni 1853, var en fransk botaniker; son till  Antoine-Laurent de Jussieu, kusin till Laurent-Pierre de Jussieu.
Jussieu blev medicine doktor 1824, 1826 professor i botanik vid Muséum national d'histoire naturelle och 1845 professor vid Sorbonne. Han utgav flera utmärkta botaniska monografier, till exempel över törelväxter (1824), vinruteväxter (1825), mahognyväxter (1830) och malpigiaväxter (1843), hans främsta verk. Hans Cours élémentaire de botanique utkom 1842- 84 i tolv upplagor.
Auktorsnamnet A.Juss. kan användas för Adrien de Jussieu i samband med ett vetenskapligt namn inom botaniken; se Wikipediaartiklar som länkar till auktorsnamnet.